# Complesso siderurgico dell'Assi

Progetto di una fornace da costruire nelle regie ferriere di Stilo

Il complesso siderurgico dell'Assi o polo siderurgico dell'Assi o complesso di Ferdinandea è stato un centro di lavorazioni dei metalli calabrese di notevole importanza nel Settecento.
È situato perlopiù nella vallata dello Stilaro, prende il nome dalla fiumara Assi attorno alla quale furono costruiti i principali edifici.
Dal 1761 Giovanni Francesco Conty con la carica di Amministratore generale delle Regie Ferriere gestirà sia le ferriere di Stilo che dell'Assi e darà avvio al polo siderurgico di Mongiana.

## Composizione
È costituito dalle ferriere Francese (o Francesa), Zessi (o Gessi), San Carlo, Ropalà, Maglietto e dalle ferriere Vecchie di Stilo (restaurate nel 1757): Arcà, Acciarera, Armi, Murata, Nuova, Molinelle di Sotto e Molinelle di Sopra.
Avevano sia un uso civile che militare.
Faceva parte del complesso anche la Fabbrica d'armi del Lamberti, l'acquedotto Carolino costruito da Vanvitelli nel 1754-1755, la Regia Fornace (una fabbrica di cannoni) di Pazzano nel 1742.

## Le miniere
In quel periodo vengono anche scoperte nuove miniere come rivela Grimaldi nel 1781: nel paese di Bivongi ci sono ben 3 nuove miniere d'argento, in contrada Raspa, contrada Argentera e in contrada Due Fiumare la miniera S. Luigi, a Stilo in contrada Assi del Notaro una miniera di piombo argentifero e una miniera di Antimonio.

## Nuove maestranze
Nel 1749, per volere di Re Carlo furono importati lavoratori dalla Sassonia e dall'Ungheria per migliorie nella ricerca di filoni minerari e nel processo di produzione.
Erano guidati dal professor Hermann dell'Accademia mineraria di Freiberg e dall'ingegnere Bruno Maria Schott, il quale fece delle importanti ricerche sulla condizione mineraria calabrese, indicando scrupolosamente il minerale presente, i filoni e la loro grandezza, l'ubicazione e la profondità delle miniere e dei pozzi.
Tutte queste informazioni furono depositate a Napoli, ma ormai disperse come ci informa Carminantonio Lippi.

## Amministratori
- Giovanni La Rosa (1752-1757)[4][5]
- Bonaventura De Marco (1757 - 1758)[5][6]

## Produzione
Negli anni sessanta del Settecento si ha notizia che le sole ferriere di Stilo in 6 anni produssero 1034 tonnellate di ferro.
Nel 1776, la sua produzione totale ammontava a 308451 chilogrammi di ferro.
Produzione delle ferriere di Stilo:
| Ferriera           | Produzione di Ferro in chilogrammi |
| ------------------ | ---------------------------------- |
| Arcà               | 56782                              |
| Acciarera          | 45123                              |
| Armi               | 36846                              |
| Maglietto          | 29900                              |
| Murataa            | 44500                              |
| Nuova              | 51000                              |
| Molinelle di sopra | 23500                              |
| Molinelle di sotto | 20800                              |